# Protelsonia lakatnikensis
Protelsonia lakatnikensis là một loài chân đều trong họ Stenasellidae. Loài này được Buresch & Gueorguiev miêu tả khoa học năm 1962.